# Żywe torpedy
Żywe torpedy – polskie specjalne oddziały wojskowe formowane w 1939 roku na wypadek agresji III Rzeszy na Polskę, złożone z ochotników, których celem było prowadzenie szczególnie niebezpiecznych zadań bojowych lub akcji mających charakter samobójczy.

## Historia

### Rekrutacja ochotników do żywych torped
Uważa się, że akcja werbunkowa kandydatów do formacji żywych torped została zapoczątkowana 6 maja 1939 roku po publikacji listu otwartego trzech ochotników: Władysława Bożyczko, Edwarda Lutostańskiego i Leona Lutostańskiego w „Ilustrowanym Kurierze Codziennym”. Według powojennych wspomnień Edwarda Lutostańskiego zamysł do napisania tej odezwy zrodził się podczas dyskusji trzech mężczyzn 28 kwietnia 1939 roku jako reakcja na komunikat o zerwaniu przez III Rzeszę deklaracji o niestosowaniu przemocy z Polską oraz po zapoznaniu się z doniesieniami o przypadkach japońskich żołnierzy, którzy w czasie wojny chińsko-japońskiej polegli śmiercią samobójczą atakując pozycje przeciwnika torpedami Bangalore.
Inicjatywy tego typu pojawiały się jednak już kilka lat wcześniej i mogły mieć związek z działalnością kontrwywiadu polskiego wśród młodych, patriotycznie nastawionych obywateli. Pierwsze znane zgłoszenie się do misji samobójczej na wypadek wojny pochodziło z 1937 roku. Był to list mata rezerwy Stanisława Chojeckiego do marszałka Polski, Edwarda Rydza-Śmigłego.
Nabór do żywych torped z 1939 roku był początkowo prowadzony spontanicznie jako akcja obywatelska i polegał na zbieraniu zgłoszeń przez redakcje prasowe oraz organizacje paramilitarne i społeczne w Polsce. Z czasem w związku ze znacznym zainteresowaniem i odzewem społeczeństwa na taką formę walki deklaracje zaczęło przyjmować wojsko.

### Żywe torpedy marynarki wojennej
Najbardziej znany i najlepiej udokumentowany był zaciąg przeprowadzony przez Marynarkę Wojenną Rzeczypospolitej Polskiej. Chociaż marynarka wojenna oficjalnie nie przewidywała w założeniach taktycznych wykorzystania broni samobójczej, zgłoszenia ochotników do jej obsługi były rejestrowane i poświadczane zawiadomieniem podpisanym w imieniu Szefa Sztabu Kierownictwa Marynarki Wojennej w Warszawie przez komandora porucznika Eugeniusza Pławskiego. Był to wówczas jedyny przypadek na świecie, w którym siły zbrojne publicznie przyjmowały cywilów niezależnie od wieku i płci do oddziałów samobójczych.
Z relacji ochotników wynika, że po selekcji wśród kandydatów, dla 83 z nich zorganizowano spotkanie instruktażowe w Gdyni. Na prelekcji tej zakomunikowano zebranym, że trwają prace doświadczalne nad 16 egzemplarzami prototypowymi specjalnych łodzi oraz że wybrana grupa zostanie skierowana do odbycia dwumiesięcznego przeszkolenia od 12 października 1939 roku. Z powodu wybuchu II wojny światowej do kursu jednak nie doszło.

### Żywe torpedy jako oddziały dywersji
W czerwcu 1939 roku w Oddziale II Sztabu Głównego Wojska Polskiego stworzony został referat do spraw żywych torped. Jego zadaniem było organizowanie przeszkolenia ochotników do wykonywania bardzo niebezpiecznych zadań bojowych w czasie wojny, szczególnie akcji dywersyjnych. Od 30 czerwca 1939 roku rozpoczęto tworzenie specjalnych oddziałów szturmowych i dywersyjnych w ramach piechoty i lotnictwa.
W czerwcu 1939 roku w Sanoku w 2 Pułku Strzelców Podhalańskich utworzono Samodzielny Batalion Szturmowy nazywany batalionem śmierci. Składał się on z około 100 żołnierzy. We wrześniu 1939 roku jednostka ta przeprowadziła operację dywersyjną w okolicach Bogumina. Żołnierze batalionu, którzy nie zginęli lub nie dostali się do niewoli kontynuowali później walkę w szeregach Armii Krajowej. Podobny samodzielny batalion szturmowy powstał w Warszawie w koszarach przy ul. Rakowieckiej. Należący do niego żołnierze nosili mundury lotnictwa polskiego i do 15 września 1939 roku odbywali kurs przygotowujący ich do zadań specjalnych na lądzie i morzu. Po wybuchu wojny zostali skoszarowani w Cytadeli Warszawskiej i oddani do dyspozycji Dowództwa Obrony Warszawy. Uczestniczyli w akcjach specjalnych na zapleczu wojsk niemieckich nacierających na Warszawę. Przeprowadzali akcje przerywania łączności i rozbijali kolumny samochodów niemieckich na: Ochocie, Okęciu i w Wilanowie. Po kapitulacji Warszawy przeszli do walki zbrojnej w konspiracji. 15 sierpnia 1939 roku Rejonowa Komenda Uzupełnień w Poznaniu rozpoczęła przyspieszony kurs dla ochotników do żywych torped na pilotów szybowcowych i skoczków spadochronowych. Przerwany on jednak został 1 września 1939 roku. Z relacji ochotników wiadomo również, że także w innych miejscach Polski formowane były jednostki wojskowe określane jako żywe torpedy. Z powodu braku dokumentów i skromnych danych nie jest możliwe ich bliższe sprecyzowanie.

### Żywe torpedy w Armii Pomorze
W pierwszych dniach września 1939 roku w sztabie Armii Pomorze został opracowany plan zniszczenia niemieckiego mostu pontonowego na Wiśle w okolicach Chełmna. Zakładano wykorzystanie w tym celu drewnianych pływaków w kształcie trójkątów, w których szczytach planowano zamocować ładunki wybuchowe z zapalnikami iglicowymi. Do przetransportowania min pod most mieli zostać wykorzystani ochotnicy do żywych torped z list marynarki wojennej. Koncepcji tej jednak nie zrealizowano, gdyż odwrót armii polskiej postępował zbyt szybko, a w oddziałach tego związku operacyjnego nie znaleziono odpowiedniej liczby żołnierzy, którzy byliby odpowiednio przygotowani i przeszkoleni do podjęcia się misji.

### Żywe torpedy w obronie Warszawy
Jedyny znany przypadek wykorzystania żywych torped w 1939 roku do akcji, których charakter był samobójczy miał miejsce podczas obrony Warszawy. Podczas walk o miasto, Stefan Starzyński ogłosił apel do mieszkańców o potrzebie zorganizowania formacji obrony cywilnej, której zadanie polegało na likwidacji niemieckich gniazd karabinów maszynowych. Do udziału w przedsięwzięciu zgłosiło się około 1000 ochotników, którzy przenosili ładunki wybuchowe pod stanowiska ogniowe nieprzyjaciela. Oddział ten walczył w obronie Warszawy na Czerniakowie.

## Stanowisko niemieckie wobec żywych torped
W czasie kampanii wrześniowej dowództwo niemieckie znając doniesienia o organizowaniu się w Polsce ochotników do żywych torped miało na uwadze możliwość zetknięcia się z tym zjawiskiem. W związku z obawą o możliwość pojawienia się ataków samobójczych na jednostki niemieckie podjęło środki w celu zminimalizowania zagrożenia z ich strony podczas prowadzenia działań wojennych jak również po zakończeniu walk na terenie Polski.
Kwestią żywych torped w latach 1939–1940 zajmował się szczególnie niemiecki wywiad wojskowy Abwehra. Z zachowanej notatki z 1940 roku wynika, że na podstawie zdobytych list sporządzonych dla Marynarki Wojennej Rzeczypospolitej Polskiej wyselekcjonowano 850 osób, które uznano za niebezpieczne i podjęto ich poszukiwania.
Sprawą tropienia ochotników do żywych torped w latach 1939–1945 zajmowało się też Gestapo. Znane są przypadki aresztowań osób, z powodu złożenia w 1939 roku deklaracji do tego rodzaju formacji.

## Liczebność ochotników do żywych torped
Według zachowanych źródeł oraz badań prowadzonych w latach 90. XX wieku przez społeczny Ośrodek Informacyjny Żywe Torpedy wynika, że deklaracje do udziału w walce w charakterze żywych torped zgłosiło do 31 sierpnia 1939 roku około 4700 osób, w tym około 150 kobiet. Przeważali młodzi ludzie w wieku 18-28 lat, mieszkający przeważnie w miastach i pracujący zwykle w charakterze urzędników lub w usługach.
Do przeszkolenia w celu udziału w niebezpiecznych zadaniach bojowych Wojska Polskiego zostało skierowanych około 330 osób.